# Grankulla (Öland)
Grankulla is een klein dorp op het uiterst noordelijke punt van het eiland Öland. Het behoort bij de gemeente Borgholm
Grankulla ligt aan een baai (Grankullavik), beide namen worden door elkaar gebruikt voor zowel de baai als de plaats. Het bestaat merendeels uit een grote jeugdherberg, camping, bakkerij en enkele vrijetijdswoningen. Van oudsher vertrokken hier veerboten naar Gotland en Oskarshamn. Sinds 2007 is er weer een zomerverbinding naar Visby op Gotland. Het veer naar Oskarshamn vertrekt tegenwoordig vanuit het 10 kilometer verderop gelegen Byxelkrok.
Åkerby-Lopperstad · Alböke · Äleklinta · Arbelunda · Askelunda · Åstad · Binnerbäck · Björkviken · Bläsinge · Borgehage · Borgholm · Bredsättra · Byrum · Byxelkrok · Bägby · Böda · Dalby · Djupvik · Djurstad · Dödevi · Egby · Enerum · Fagerum · Furuhäll-Blårör-Solbergamarken · Föra · Gillberga · Grankulla · Grankullavik · Greby · Greda · Gunnarslund · Gärdslösa · Hagby · Hagelstad · Hallnäs · Halltorp · Horn · Hässelby · Högenäs · Högsrum · Hörlösa · Ingelstad · Istad · Kalleguta · Kolstad · Kvarnstad · Källa · Källingemöre · Kårehamn · Köpingsvik · Lerkaka · Lilla Horn · Lindby · Lofta · Långlöt · Långöre · Löt · Löttorp · Marsjö · Mellböda och del av Böda · Melösa · Mörby · Nabbelund · Öjkroken · Ölands Bäck · Persnäs · Ramsättra · Runsten-Bjärby · Rälla · Rälla tall · Räpplinge · Sandby · Sandvik · Spjutterum · Stacketorp · Stenninge · Stora Rör · Störlinge · Sättra · Södvik · Sörby · Tjusby · Uggletorp · Vannborga · Vedborm · Vedby · Vedby